# Bent Faurby
Bent Faurby (født 21. marts 1937 i Kolding, død 29. oktober 2019) var en dansk forfatter, der skrev mere end 100 bøger, primært letlæsningsbøger for børn og unge.
Blandt Faurbys mest kendte bøger er de 14 bøger i serien om Tom fra forlaget Gyldendal. En del af hans bøger er illustreret af hans hustru Irene Hedlund.
Faurbys tid som lærer i Upernavik i Nordvestgrønland resulterede i to fagbøger om Grønland.

## Priser
Faurby modtog i 1998 Undervisningsministeriets Skriverpris for læservenligt forfatterskab.